# Mamadou Niass
Mamadou Ndioko Niass (Nouakchott, 4 giugno 1994) è un calciatore mauritano, attaccante dell'Al-Mokawloon e della nazionale mauritana.

## Carriera

### Club
Dopo essersi messo in evidenza nel campionato libanese con la maglia del Salam Zgharta, il 13 luglio 2019 si trasferisce in Egitto, accordandosi a parametro zero con l'El-Entag El-Harby fino al 2022. Esordisce nel campionato egiziano il 22 settembre contro il Masr FC (3-0), bagnando l'esordio con una rete.
Rescisso l'accordo con l'El-Entag El-Harby, il 2 settembre 2021 viene ingaggiato dall'Al-Mokawloon, con cui firma un triennale.

### Nazionale
Esordisce con la nazionale mauritana il 27 febbraio 2013 contro il Gambia in amichevole, subentrando all'89' al posto di Ismaël Diakité. Mette a segno la sua prima rete in nazionale il 31 marzo 2015 contro il Niger.

## Statistiche

### Presenze e reti nei club
Statistiche aggiornate al 27 gennaio 2023.
| Stagione                 | Squadra                  | Campionato               | Campionato | Campionato | Coppe nazionali | Coppe nazionali | Coppe nazionali | Coppe continentali | Coppe continentali | Coppe continentali | Altre coppe | Altre coppe | Altre coppe | Totale | Totale |
| Stagione                 | Squadra                  | Comp                     | Pres       | Reti       | Comp            | Pres            | Reti            | Comp               | Pres               | Reti               | Comp        | Pres        | Reti        | Pres   | Reti   |
| ------------------------ | ------------------------ | ------------------------ | ---------- | ---------- | --------------- | --------------- | --------------- | ------------------ | ------------------ | ------------------ | ----------- | ----------- | ----------- | ------ | ------ |
| 2019-2020                | El-Entag El-Harby        | PL                       | 24         | 3          | CE              | 1               | 0               | -                  | -                  | -                  | -           | -           | -           | 25     | 3      |
| 2020-2021                | El-Entag El-Harby        | PL                       | 27         | 3          | CE              | 1               | 0               | -                  | -                  | -                  | -           | -           | -           | 28     | 3      |
| Totale El-Entag El-Harby | Totale El-Entag El-Harby | Totale El-Entag El-Harby | 51         | 6          |                 | 2               | 0               |                    | -                  | -                  |             | -           | -           | 53     | 6      |
| 2021-2022                | Al-Mokawloon             | PL                       | 27         | 7          | CE              | 2               | 0               | -                  | -                  | -                  | -           | -           | -           | 29     | 7      |
| 2022-2023                | Al-Mokawloon             | PL                       | 15         | 2          | CE              | 0               | 0               | -                  | -                  | -                  | -           | -           | -           | 15     | 2      |
| Totale Al-Mokawloon      | Totale Al-Mokawloon      | Totale Al-Mokawloon      | 42         | 9          |                 | 2               | 0               |                    | -                  | -                  |             | -           | -           | 44     | 9      |
| Totale carriera          | Totale carriera          | Totale carriera          | 93         | 15         |                 | 4               | 0               |                    | -                  | -                  |             | -           | -           | 97     | 15     |

### Cronologia presenze e reti in nazionale
| Cronologia completa delle presenze e delle reti in nazionale ― Mauritania | Cronologia completa delle presenze e delle reti in nazionale ― Mauritania | Cronologia completa delle presenze e delle reti in nazionale ― Mauritania | Cronologia completa delle presenze e delle reti in nazionale ― Mauritania | Cronologia completa delle presenze e delle reti in nazionale ― Mauritania | Cronologia completa delle presenze e delle reti in nazionale ― Mauritania | Cronologia completa delle presenze e delle reti in nazionale ― Mauritania | Cronologia completa delle presenze e delle reti in nazionale ― Mauritania |
| Data                                                                      | Città                                                                     | In casa                                                                   | Risultato                                                                 | Ospiti                                                                    | Competizione                                                              | Reti                                                                      | Note                                                                      |
| ------------------------------------------------------------------------- | ------------------------------------------------------------------------- | ------------------------------------------------------------------------- | ------------------------------------------------------------------------- | ------------------------------------------------------------------------- | ------------------------------------------------------------------------- | ------------------------------------------------------------------------- | ------------------------------------------------------------------------- |
| 27-2-2013                                                                 | Bakau                                                                     | Gambia                                                                    | 0 – 2                                                                     | Mauritania                                                                | Amichevole                                                                | -                                                                         | 89’                                                                       |
| 5-1-2014                                                                  | Pretoria                                                                  | Mozambico                                                                 | 2 – 3                                                                     | Mauritania                                                                | Amichevole                                                                | -                                                                         |                                                                           |
| 14-1-2014                                                                 | Polokwane                                                                 | RD del Congo                                                              | 1 – 0                                                                     | Mauritania                                                                | Campionato delle Nazioni Africane 2014 - 1º turno                         | -                                                                         | 71’                                                                       |
| 18-1-2014                                                                 | Polokwane                                                                 | Burundi                                                                   | 3 – 2                                                                     | Mauritania                                                                | Campionato delle Nazioni Africane 2014 - 1º turno                         | -                                                                         | 65’                                                                       |
| 12-4-2014                                                                 | Nouakchott                                                                | Mauritania                                                                | 1 – 0                                                                     | Mauritius                                                                 | Qual. Coppa d'Africa 2015                                                 | -                                                                         | 80’                                                                       |
| 31-3-2015                                                                 | Nouakchott                                                                | Mauritania                                                                | 2 – 0                                                                     | Niger                                                                     | Amichevole                                                                | 1                                                                         | 72’                                                                       |
| 14-6-2015                                                                 | Yaoundé                                                                   | Camerun                                                                   | 1 – 0                                                                     | Mauritania                                                                | Qual. Coppa d'Africa 2017                                                 | -                                                                         | 90+1’                                                                     |
| 21-6-2015                                                                 | Nouakchott                                                                | Mauritania                                                                | 2 – 1                                                                     | Sierra Leone                                                              | Q. Campionato delle Nazioni Africane 2016                                 | -                                                                         |                                                                           |
| 27-6-2015                                                                 | Nouakchott                                                                | Sierra Leone                                                              | 0 – 2                                                                     | Mauritania                                                                | Q. Campionato delle Nazioni Africane 2016                                 | -                                                                         |                                                                           |
| 5-9-2015                                                                  | Nouakchott                                                                | Mauritania                                                                | 3 – 1                                                                     | Sudafrica                                                                 | Qual. Coppa d'Africa 2017                                                 | -                                                                         | 73’                                                                       |
| 8-10-2015                                                                 | Nouakchott                                                                | Sudan del Sud                                                             | 1 – 1                                                                     | Mauritania                                                                | Qual. Mondiali 2018                                                       | -                                                                         | 85’                                                                       |
| 18-10-2015                                                                | Bamako                                                                    | Mali                                                                      | 2 – 1                                                                     | Mauritania                                                                | Q. Campionato delle Nazioni Africane 2016                                 | -                                                                         | 71’                                                                       |
| 24-10-2015                                                                | Nouakchott                                                                | Mauritania                                                                | 1 – 1                                                                     | Mali                                                                      | Q. Campionato delle Nazioni Africane 2016                                 | 1                                                                         |                                                                           |
| 25-3-2016                                                                 | Nouakchott                                                                | Mauritania                                                                | 2 – 1                                                                     | Gambia                                                                    | Qual. Coppa d'Africa 2017                                                 | -                                                                         | 84’                                                                       |
| 29-3-2016                                                                 | Bakau                                                                     | Gambia                                                                    | 0 – 0                                                                     | Mauritania                                                                | Qual. Coppa d'Africa 2017                                                 | -                                                                         | 80’                                                                       |
| 28-5-2016                                                                 | Sant Adrià de Besòs                                                       | Mauritania                                                                | 2 – 0                                                                     | Gabon                                                                     | Amichevole                                                                | -                                                                         | 87’                                                                       |
| 7-1-2017                                                                  | Blida                                                                     | Algeria                                                                   | 3 – 1                                                                     | Mauritania                                                                | Amichevole                                                                | -                                                                         |                                                                           |
| 4-6-2017                                                                  | Pretoria                                                                  | Lesotho                                                                   | 1 – 0                                                                     | Mauritania                                                                | Amichevole                                                                | -                                                                         | 57’                                                                       |
| 10-6-2017                                                                 | Francistown                                                               | Botswana                                                                  | 0 – 1                                                                     | Mauritania                                                                | Qual. Coppa d'Africa 2019                                                 | -                                                                         | 24’ 63’                                                                   |
| 7-1-2017                                                                  | Agadir                                                                    | Mauritania                                                                | 1 – 1                                                                     | Kenya                                                                     | Amichevole                                                                | -                                                                         | 62’                                                                       |
| 6-10-2017                                                                 | La Marsa                                                                  | Mauritania                                                                | 0 – 1                                                                     | Comore                                                                    | Amichevole                                                                | -                                                                         | 71’                                                                       |
| 8-9-2018                                                                  | Nouakchott                                                                | Mauritania                                                                | 2 – 0                                                                     | Burkina Faso                                                              | Qual. Coppa d'Africa 2019                                                 | -                                                                         | 68’                                                                       |
| 12-10-2018                                                                | Luanda                                                                    | Angola                                                                    | 4 – 1                                                                     | Mauritania                                                                | Qual. Coppa d'Africa 2019                                                 | -                                                                         |                                                                           |
| 22-3-2019                                                                 | Ouagadougou                                                               | Burkina Faso                                                              | 1 – 0                                                                     | Mauritania                                                                | Qual. Coppa d'Africa 2019                                                 | -                                                                         | 82’                                                                       |
| 6-9-2019                                                                  | Radès                                                                     | Tunisia                                                                   | 1 – 0                                                                     | Mauritania                                                                | Amichevole                                                                | -                                                                         | 84’                                                                       |
| 15-10-2019                                                                | Nouakchott                                                                | Mauritania                                                                | 0 – 0                                                                     | Libia                                                                     | Amichevole                                                                | -                                                                         | 59’                                                                       |
| 19-11-2019                                                                | Nouakchott                                                                | Mauritania                                                                | 2 – 0                                                                     | Rep. Centrafricana                                                        | Qual. Coppa d'Africa 2021                                                 | -                                                                         | 69’                                                                       |
| 9-10-2020                                                                 | Nouakchott                                                                | Mauritania                                                                | 2 – 1                                                                     | Sierra Leone                                                              | Amichevole                                                                | 1                                                                         | 61’                                                                       |
| 11-11-2020                                                                | Nouakchott                                                                | Mauritania                                                                | 1 – 1                                                                     | Burundi                                                                   | Qual. Coppa d'Africa 2021                                                 | -                                                                         | 86’                                                                       |
| 15-11-2020                                                                | Bujumbura                                                                 | Burundi                                                                   | 3 – 1                                                                     | Mauritania                                                                | Qual. Coppa d'Africa 2021                                                 | 1                                                                         | 64’                                                                       |
| 30-3-2021                                                                 | Bangui                                                                    | Rep. Centrafricana                                                        | 0 – 1                                                                     | Mauritania                                                                | Qual. Coppa d'Africa 2021                                                 | -                                                                         | 75’                                                                       |
| 3-6-2021                                                                  | Blida                                                                     | Algeria                                                                   | 4 – 1                                                                     | Mauritania                                                                | Amichevole                                                                | -                                                                         | 82’                                                                       |
| 11-6-2021                                                                 | Tunisi                                                                    | Mauritania                                                                | 1 – 0                                                                     | Liberia                                                                   | Amichevole                                                                | -                                                                         | 62’                                                                       |
| 3-9-2021                                                                  | Nouakchott                                                                | Mauritania                                                                | 1 – 2                                                                     | Zambia                                                                    | Qual. Mondiali 2022                                                       | 1                                                                         | 67’                                                                       |
| 7-9-2021                                                                  | Malabo                                                                    | Guinea Equatoriale                                                        | 1 – 0                                                                     | Mauritania                                                                | Qual. Mondiali 2022                                                       | -                                                                         | 62’                                                                       |
| 10-10-2021                                                                | Nouakchott                                                                | Mauritania                                                                | 0 – 0                                                                     | Tunisia                                                                   | Qual. Mondiali 2022                                                       | -                                                                         | 82’                                                                       |
| 13-11-2021                                                                | Lusaka                                                                    | Zambia                                                                    | 4 – 0                                                                     | Mauritania                                                                | Qual. Mondiali 2022                                                       | -                                                                         | 58’                                                                       |
| 16-11-2021                                                                | Nouakchott                                                                | Mauritania                                                                | 1 – 1                                                                     | Guinea Equatoriale                                                        | Qual. Mondiali 2022                                                       | -                                                                         | 66’                                                                       |
| 30-11-2021                                                                | Al Rayyan                                                                 | Tunisia                                                                   | 5 – 1                                                                     | Mauritania                                                                | Coppa araba FIFA 2021 - 1º turno                                          | -                                                                         | 46’                                                                       |
| 3-12-2021                                                                 | Doha                                                                      | Mauritania                                                                | 0 – 1                                                                     | Emirati Arabi Uniti                                                       | Coppa araba FIFA 2021 - 1º turno                                          | -                                                                         | 57’                                                                       |
| 6-12-2021                                                                 | Al Wakrah                                                                 | Siria                                                                     | 1 – 2                                                                     | Mauritania                                                                | Coppa araba FIFA 2021 - 1º turno                                          | -                                                                         | 3’ 59’                                                                    |
| 26-3-2022                                                                 | Nouakchott                                                                | Mauritania                                                                | 2 – 1                                                                     | Mozambico                                                                 | Amichevole                                                                | -                                                                         | 84’                                                                       |
| 29-3-2022                                                                 | Nouakchott                                                                | Mauritania                                                                | 2 – 0                                                                     | Libia                                                                     | Amichevole                                                                | -                                                                         | 46’                                                                       |
| 27-9-2022                                                                 | Mohammedia                                                                | Rep. del Congo                                                            | 0 – 2                                                                     | Mauritania                                                                | Amichevole                                                                | -                                                                         | 78’                                                                       |
| 28-3-2023                                                                 | Nouakchott                                                                | Mauritania                                                                | 1 – 1                                                                     | RD del Congo                                                              | Qual. Coppa d'Africa 2023                                                 | -                                                                         | 46’                                                                       |
| Totale                                                                    |                                                                           | Presenze                                                                  | 45                                                                        |                                                                           | Reti                                                                      | 5                                                                         |                                                                           |